# Pogogyne
Pogogyne là một chi thực vật có hoa trong họ Hoa môi (Lamiaceae).

## Hình ảnh

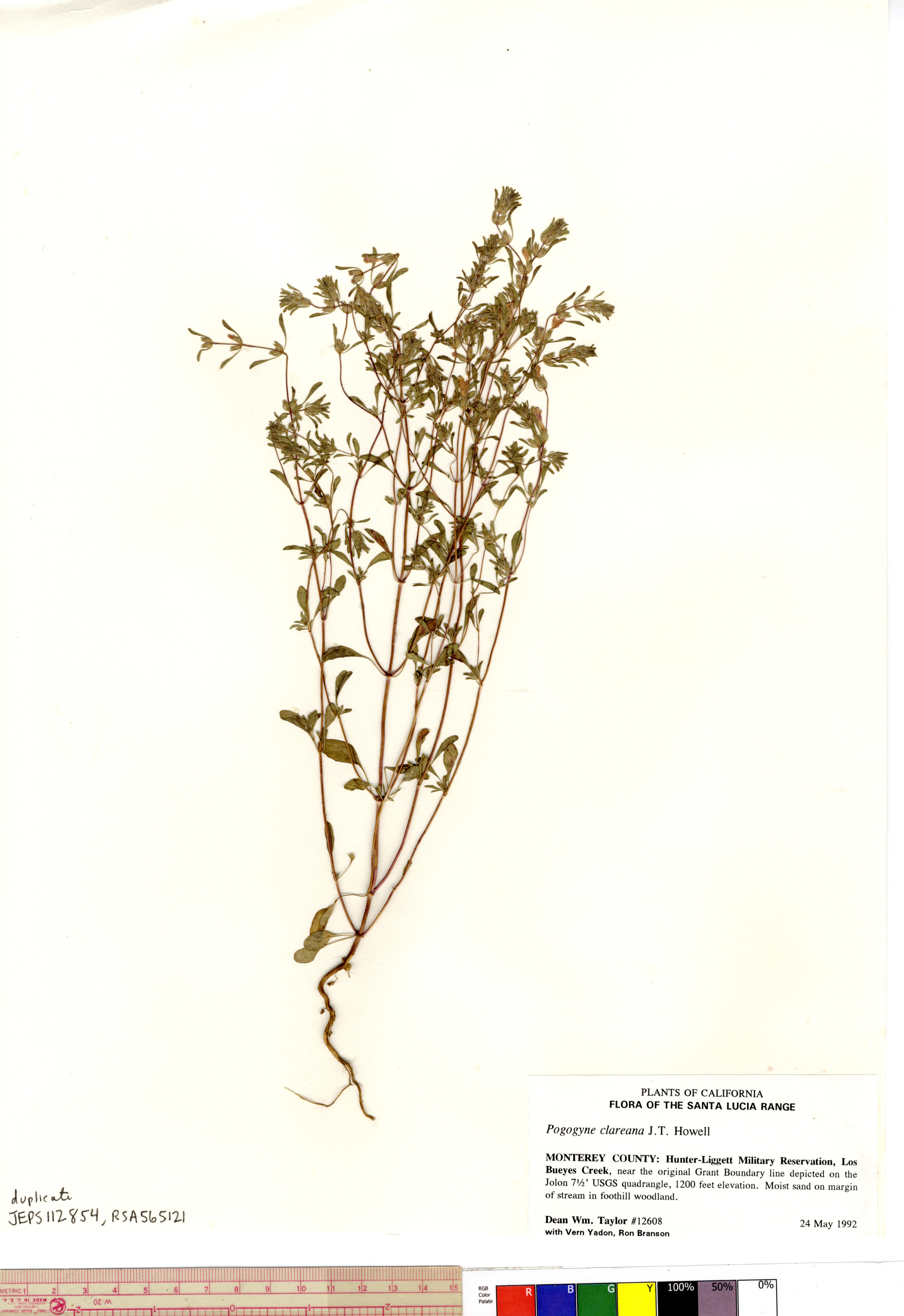
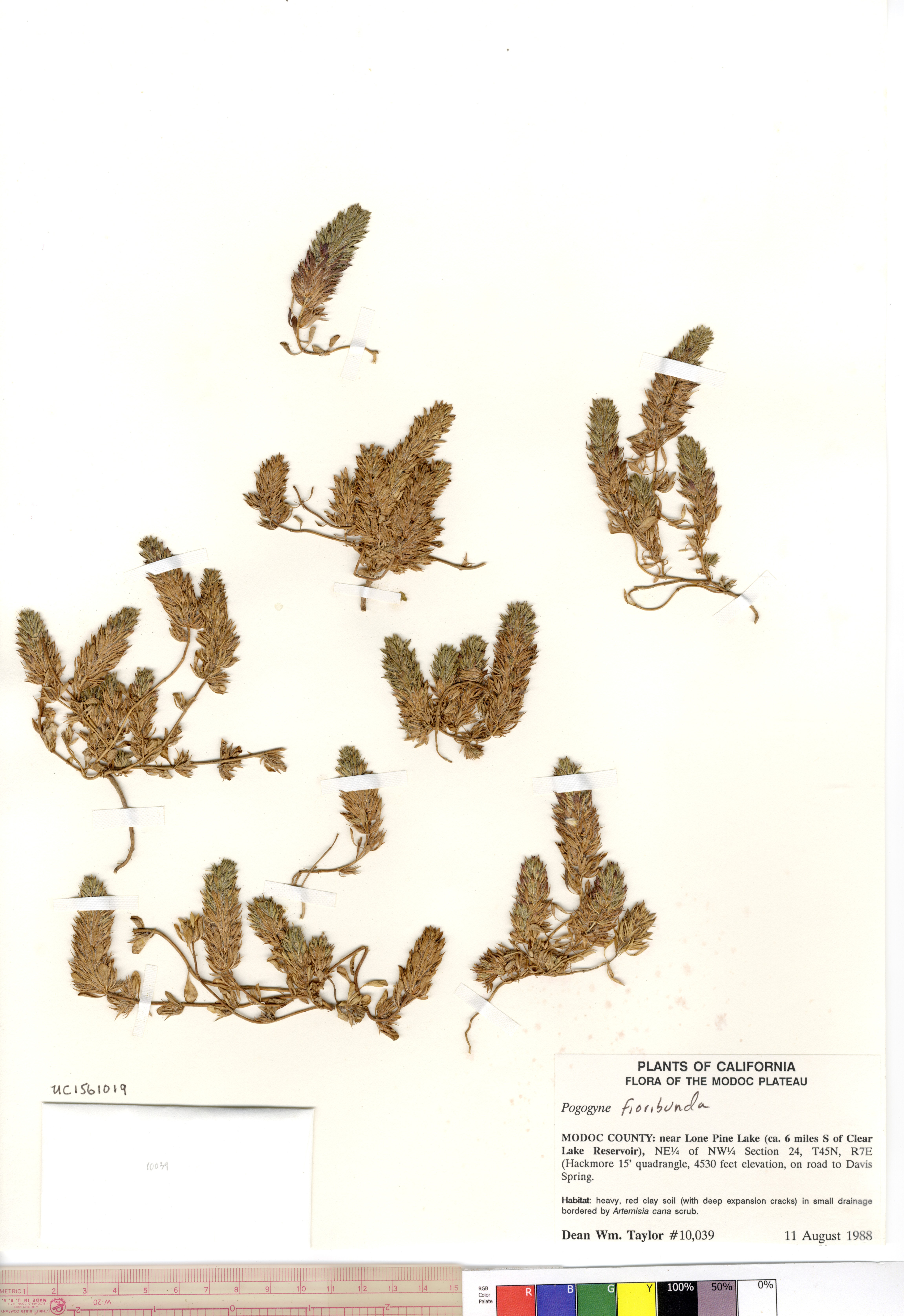

## Loài
Chi Pogogyne gồm các loài: